# Sopa de lacassá

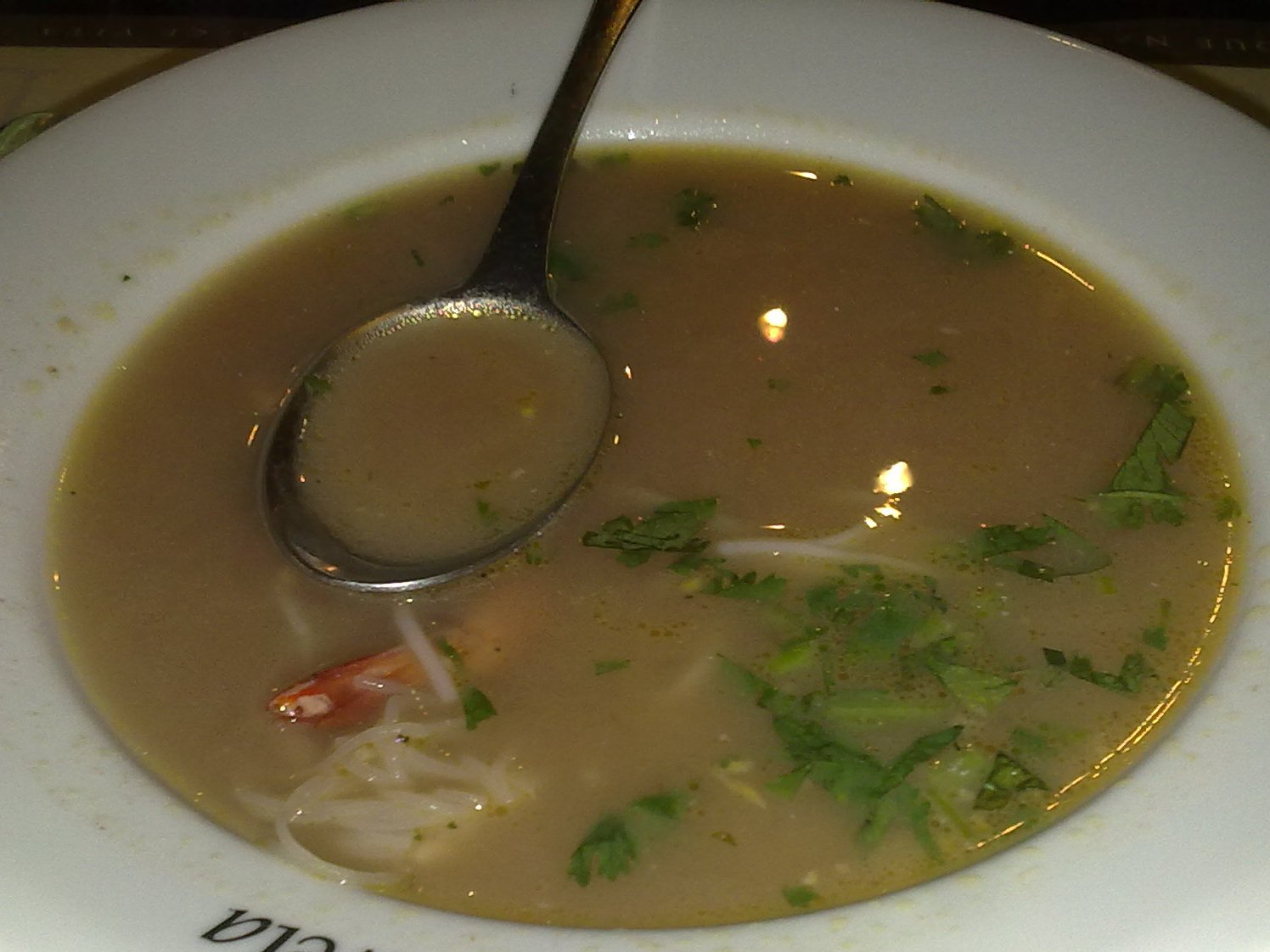
Sopa de lacassá

Sopa de lacassá é uma sopa macaense típica da culinária de Macau. É consumida em ocasiões festivas, tais como o Natal ou o Carnaval.
Trata-se de uma sopa de fitas, preparada com uma massa de arroz, semelhante à aletria portuguesa, designada em Macau por lacassá, e com um caldo de camarão.
Os seus ingredientes incluem ainda camarões, gengibre, molho balichão e azeite, podendo opcionalmente incluir também caranguejo desfiado.